# Little Cayman
Little Cayman is een van de drie eilanden van de Kaaimaneilanden, een Brits overzees territorium.  Het is het kleinste van de drie, in oppervlakte en in inwonersaantal. Het ligt in de Caraïbische Zee op ongeveer  140 km ten noordoosten van Grand Cayman en 8 km ten westen van Cayman Brac.  Het eiland in 16 km lang en 1,6 km breed.  Er wonen 170 mensen.
Het grootste deel van het eiland ligt op zeeniveau; de hoogste plaats is 12 meter boven de zeespiegel.
Little Cayman is bekend vanwege de duiksport. De bekendste duikplaatsen zijn Bloody Bay en Jackson's Bight aan de noordkant.
De eerste vermelding van het eiland was die van Christoffel Columbus op 10 mei 1503, tijdens diens vierde en laatste reis, toen hevige wind zijn schip uit koers sloeg.  Columbus noemde het eiland "Las Tortugas" wegens de vele schildpadden. Later werden het "Las Caymanas" wegens de leguanen, waarvan men dacht dat het kaaimannen waren.
De eerste nederzetting ontstond in de 17e eeuw als een kamp van schildpadvissers. Zij werden verjaagd door Spaanse kapers en het was pas in 1833 dat er opnieuw bewoning kwam, toen enkele families Blossom Village bouwden. Vanaf het begin van de 20e eeuw woonden er een paar honderd mensen die leefden van de verkoop van fosfaaterts en kokosnoten.